# 太田章
太田章（日语：／ Ōta Akira，1957年4月8日—），日本男子摔跤运动员。他曾代表日本参加1984年、1988年和1992年夏季奥林匹克运动会摔跤比赛，获得二枚银牌。他也曾获得一枚亚洲运动会奖牌。